# Regierung Madsen-Mygdal
Die Regierung Madsen-Mygdal (dän. regeringen Madsen-Mygdal) unter Ministerpräsident Thomas Madsen-Mygdal war vom 14. Dezember 1926 bis zum 30. April 1929 die dänische Regierung. Amtierender König war Christian X.
Die Regierung Madsen-Mygdal war das 34. Kabinett seit der Märzrevolution und wurde von der Venstre gestellt. Sie setzte sich aus den folgenden Ministern zusammen:
- Ministerpräsident und Landwirtschaftsminister: Th. Madsen-Mygdal
- Außenminister: L.J. Moltesen
- Finanzminister: Niels Th. Neergaard
- Innenminister: O.C. Krag
- Justizminister: Svenning K.N. Rytter
- Bildungsminister: Jens Byskov
- Kirchenminister: F.C. Bruun-Rasmussen
- Verteidigungsminister: Søren Brorsen
- Minister für öffentliche Arbeiten: J.P. Stensballe
- Minister für Industrie, Handel und Seefahrt:

M.N. Slebsager bis zum 3. Oktober 1928, danach
ad interim: Th. Madsen-Mygdal bis zum 6. Oktober 1928, danach
ad interim: J.P. Stensballe
- Minister für Gesundheitswesen: V. Rubow

Der bereits zweimal von Regierungen mit sozialdemokratischer Beteiligung eingeführte Posten eines Sozialministers wurde zum zweiten Mal abgeschafft.

## Quelle
- Statsministeriet: Regeringen Madsen-Mygdal